# Kurt Ahrens senior

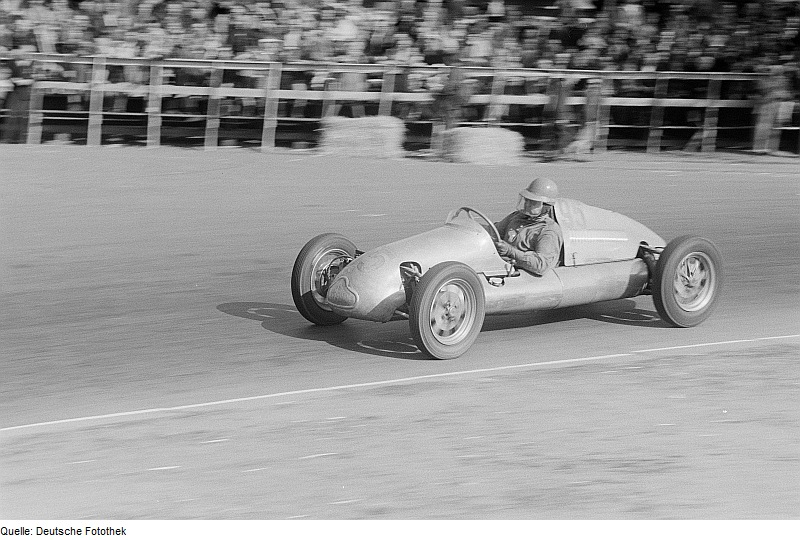
Kurt Ahrens in einem Cooper-Norton beim Leipziger Stadtparkrennen 1954

Kurt Ahrens senior (* 6. Oktober 1908 in Hildesheim; † 11. August 1988 in Braunschweig) war ein deutscher Rennfahrer und Kaufmann.

## Leben und Karriere

### Rund 20 Jahre auf Gras- und Sandbahn
Kurt Ahrens war gelernter Maler und Anstreicher, nicht nur im Sinne der Berufsbezeichnung, sondern mit Talent zum Malen. Er malte Landschaftsbilder und arbeitete bei der Restaurierung von Wand- und Deckenmalereien in Kirchen mit. Interesse am Motorsport fand er Ende der 1920er-Jahre, als er ein Grasbahnrennen in Sehnde bei Hannover besuchte. Um aktiv teilnehmen zu können, fehlte es jedoch nicht nur an dem nötigen Technikverständnis. Vor allem reichte sein Lohn als Malergeselle nicht aus, um Kauf und Unterhaltung eines Rennmotorrades zu finanzieren.
Deshalb begann Ahrens mit Schrott zu handeln. Er zog nach Braunschweig und gründete die Firma „Kurt Ahrens Alteisen, Metalle, Lumpen, Knochen, Altpapier“. Das Unternehmen sicherte ihm von Anfang an ein gutes Auskommen, sodass er schon in den 1930er-Jahren Grasbahnrennen fahren konnte. 1948 wechselte Ahrens zu Sandbahnrennen und 1950 wurde er Deutscher Meister in der Klasse bis 250 cm³, obwohl er den Endlauf in München mit einem eingegipsten rechten Fuß fuhr.
Ahrens besaß neun Sandbahnmaschinen, fuhr stets mit hohem Risiko, gewann rund 100 Rennen und stürzte oft. Ein vierfacher Beinbruch 1951 in Herxheim war für ihn das Signal, zum Automobilsport zu wechseln.

### Ab 1951 Rennen auf vier Rädern
Seine Laufbahn als Automobilrennfahrer begann Ahrens mit 43 Jahren in der Formel 3, zunächst mit einem Scampolo-BMW und später einem Cooper-Norton. Dank des florierenden Handels mit Alteisen konnte er sich viele schnelle Autos leisten: drei Mercedes-Benz 300 SL, Ende 1954 den ersten Porsche 550 zum Preis von 24.600 DM, der an Privatfahrer ausgeliefert wurde, des Weiteren verschiedene Modelle von Alfa Romeo. Mit einem von ihm gemeldeten Alfa Romeo belegten er und Richard Trenkel 1958 Platz 30 im 1000-km-Rennen auf dem Nürburgring, zu dem 54 Wagen gestartet waren. Zu diesen Sportwagen kamen mehrere Monopostos der Formel Junior: Stanguellini, Cooper, Lola, ein Lotus 18 und andere. Auf Mercedes-Benz 300 SL fuhr Ahrens Rallyes, unter anderem mit Eckhard Schimpf als Co-Pilot. Schimpf berichtet in einem seiner Bücher, wie er den Zigarre rauchenden Fahrer aufweckte, der bei über 200 km/h eingeschlafen war.
1958 wurde sein Sohn Kurt Ahrens junior, der spätere Porsche-Werksfahrer, 18 Jahre alt, machte den Führerschein und fuhr ebenfalls Rennen, oft gegen den nach wie vor aktiven Vater, Ahrens senior, der auf vier Rädern etwa 50 Rennen in ganz Europa gewann, blieb draufgängerisch und leichtsinnig wie zu Zeiten seiner Sandbahnrennen, und mit zunehmendem Alter häuften sich die Unfälle. In den ersten sieben Rennen des Jahres 1963 kam er siebenmal von der Strecke ab oder hatte Kollisionen mit anderen Teilnehmern. Daraufhin soll der 34 Jahre jüngere Jochen Rindt ihn aufgefordert haben, vor allem im Startgetümmel etwas vorsichtiger zu sein, denn die ständigen Karambolagen würden für die anderen zu teuer. Im selben Jahr endete die rund 35 Jahre andauernde Karriere von Kurt Ahrens senior. Beim AVUS-Rennen geriet er mit einem seiner Lotus bei hoher Geschwindigkeit an den oberen Rand der Steilkurve, über den einige Jahre vorher Richard von Frankenberg und Carel Godin de Beaufort hinausgeflogen waren. Mit Glück gelang es ihm, den Wagen nach unten in den Innenraum der Kurve zu reißen, wo er sich überschlug. Er überstand den Unfall unverletzt, erklärte aber, künftig keine Rennen mehr zu fahren.

### Die Jahre nach der Motorsportkarriere
Nach seiner Zeit als Rennfahrer widmete sich Ahrens seinem Geschäft, bevor er die letzten 15 Jahre seines Lebens im Ruhestand verbrachte. Bei Grußendorf wohnte er in einem kleinen Haus auf einem großen Grundstück mit Tieren wie Enten, Hühnern, Schafen, Ziegen und Damwild, fernab von Lärm und Trubel. Er malte wieder und er umsorgte seine Frau, die im Alter erblindet war. Nach dem Tod der Frau verfiel er in Depression und nahm sich zwei Monate vor seinem 80. Geburtstag das Leben.